# Coraline Vitalis
Pour les articles homonymes, voir Vitalis.
Coraline Vitalis [vitalis], née le 9 mai 1995 à Pointe-à-Pitre (Guadeloupe), est une escrimeuse française pratiquant l'épée. Elle est quintuple championne d'Europe de 2017 à 2023, quatre fois par équipes et une fois en individuel.

## Carrière
Coraline Vitalis débute l'escrime en Guadeloupe au club du Chevalier de St-Georges du Gosier à l'âge de 8 ans. Elle est licenciée au club du Levallois Sporting Club. En 2011, la jeune guadeloupéenne remporte la médaille de bronze aux Championnats d'Europe cadets de Klagenfurt en Autriche. En 2012, à l'âge de 17 ans, elle intègre le pôle France senior à l'INSEP à Paris. En 2015, Coraline est sacrée championne du monde individuelle junior à Tachkent (Ouzbékistan) et termine 7e chez les seniors. Cette même année elle marque son premier podium à l'international en senior en remportant la médaille d'argent à la coupe du monde de Rio de Janeiro.
Elle étudie à Sciences Po Paris de 2015 à 2021 au sein du Certificat pour Sportifs de Haut Niveau (CSHN).
En 2016, elle est sacrée championne de France individuelle. L'année suivante, elle remporte la médaille d'or par équipe lors des championnats d'Europe de Tbilissi en Géorgie. En 2018, elle signe sa première victoire en coupe du monde à La Havane et remporte la médaille d'or par équipes aux championnats d'Europe de Novi Sad.
Aux Championnats d'Europe d'escrime 2019, elle devient championne d'Europe en battant sa compatriote Marie-Florence Candassamy 15 touches à 11, douze ans après le dernier titre français dans la discipline, obtenu par Laura Flessel.
Deux ans plus tard, elle se qualifie pour les Jeux olympiques d'été de 2020 grâce à son classement individuel. Elle est la seule femme à représenter la France aux épreuves d'épée. Elle est éliminée au cours de son premier assaut par Julia Beljajeva (5 - 15) et finit donc à la 20e place.
Elle remporte la médaille d'or en épée par équipes aux Jeux européens de 2023 à Cracovie, qui font office de Championnats d'Europe pour les épreuves par équipes.
Elle remporte la médaille d'argent en épée par équipes aux Jeux olympiques d'été de 2024 à Paris, aux côtés de Marie-Florence Candassamy, Alexandra Louis-Marie et Auriane Mallo-Breton. L'équipe s'incline en finale face à l'Italie.

## Palmarès

### Sénior
- Jeux olympiques
  -  Médaille d'argent par équipes aux Jeux olympiques d'été de 2024 à Paris
- Épreuves de coupe du monde
  -  Médaille d'or en individuel à la coupe du monde de La Havane sur la saison 2017-2018
  -  Médaille d'argent au Grand Prix de Rio de Janeiro sur la saison 2014-2015
  -  Médaille d'argent à Genève (tournoi satellite) sur la saison 2016-2017
  -  Médaille de bronze au Grand Prix de Budapest sur la saison 2018-2019

- Championnats d'Europe
  -  Médaille d'or par équipes aux championnats d'Europe 2017 à Tbilissi
  -  Médaille d'or par équipes aux championnats d'Europe 2018 à Novi Sad
  -  Médaille d'or en individuel aux championnats d'Europe 2019 à Düsseldorf
  -  Médaille d'or par équipes aux championnats d'Europe 2022 à Antalya
  -  Médaille d'or par équipes aux championnats d'Europe 2023 (Jeux européens) à Cracovie
  -  Médaille de bronze par équipes aux championnats d'Europe 2024 à Bâle
- Championnats de France
  -  Médaille d'or par équipes aux championnats de France 2015 à Épinal
  -  Médaille d'or en individuel aux championnats de France 2016 à Saint-Paul-Trois-Châteaux
  -  Médaille d'or par équipes aux championnats de France 2019 à Fontaine
  -  Médaille d'or par équipes aux Championnats de France d'escrime 2023
  -  Médaille d'argent en individuel aux championnats de France 2017 à Albi-
  -  Médaille de bronze en individuel aux championnats de France 2013 à Livry-Gargan
  -  Médaille de bronze par équipes aux championnats de France 2016 à Saint-Paul-Trois-Châteaux

### Cadet et junior
- Championnats du monde juniors
  -  Médaille d'or en individuel aux championnats du monde 2015 à Tachkent
- Championnats d'Europe juniors
  -  Médaille de bronze par équipes aux championnats d'Europe 2014 à Jérusalem
- Championnats d'Europe cadets
  -  Médaille de bronze en individuel aux championnats d'Europe 2011 à Klagenfurt

## Classement en fin de saison
| Année | 2013 | 2014 | 2015 | 2016 | 2017 | 2018 | 2019 | 2020 | 2021 | 2022 | 2023 |
| ----- | ---- | ---- | ---- | ---- | ---- | ---- | ---- | ---- | ---- | ---- | ---- |
| Rang  | 187  | 129  | 22   | 83   | 38   | 13   | 9    | 13   | 18   | 58   | 17   |

## Décorations
- Chevalier de l'ordre national du Mérite (2024)[13]